# Joseph (bier)
Joseph is een Belgisch bier van hoge gisting.
Het bier wordt sinds 1991 gebrouwen in Brasserie de Silenrieux te Silenrieux.
Het is een stroblond speltbier met een alcoholpercentage van 5,4% (bioversie 5%), gebrouwen met gerst en spelt. Dit bier wordt ook in bioversie op de markt gebracht.